# Tylko nie mów nikomu

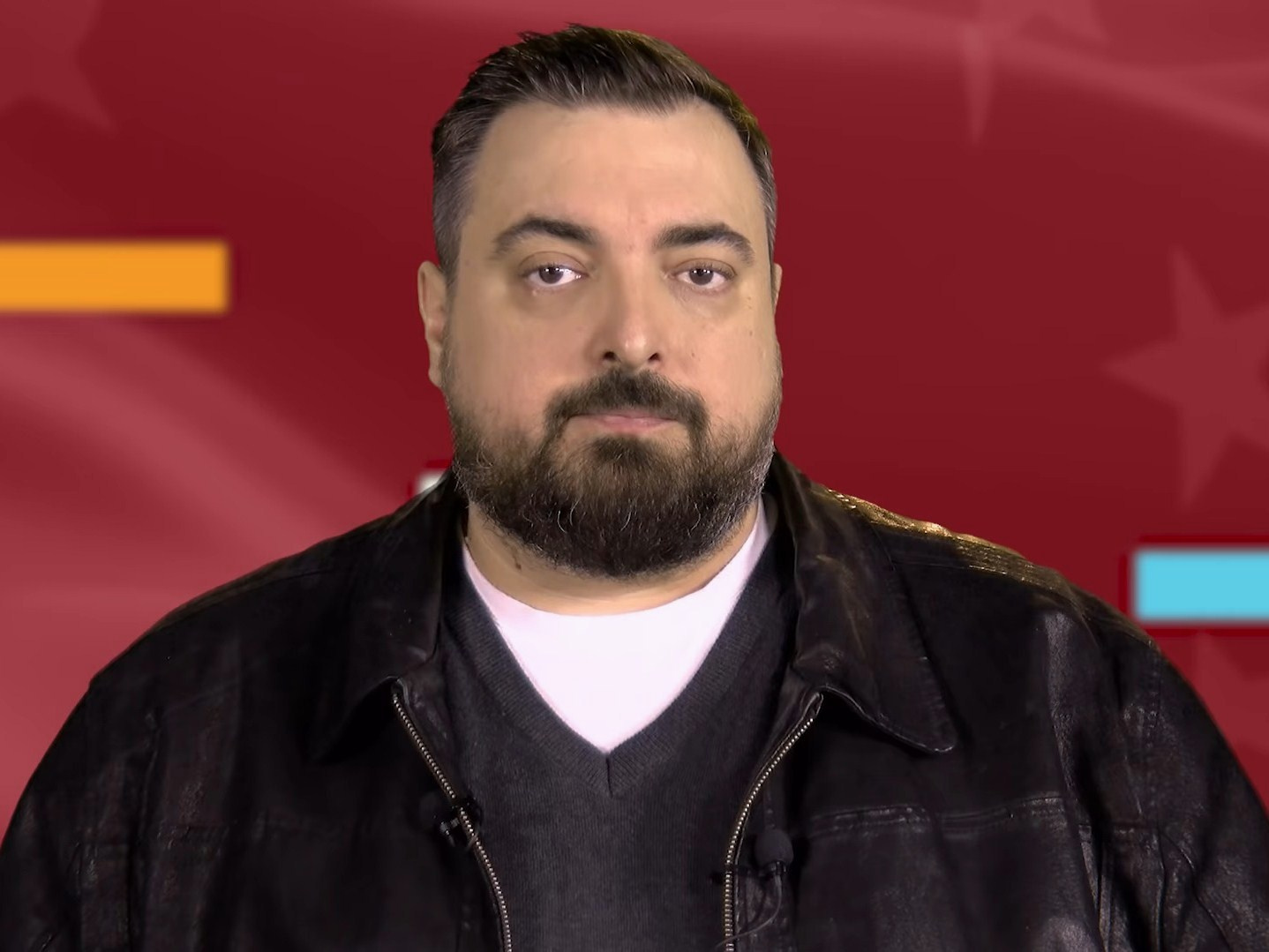
Reżyser filmu Tomasz Sekielski (2019)

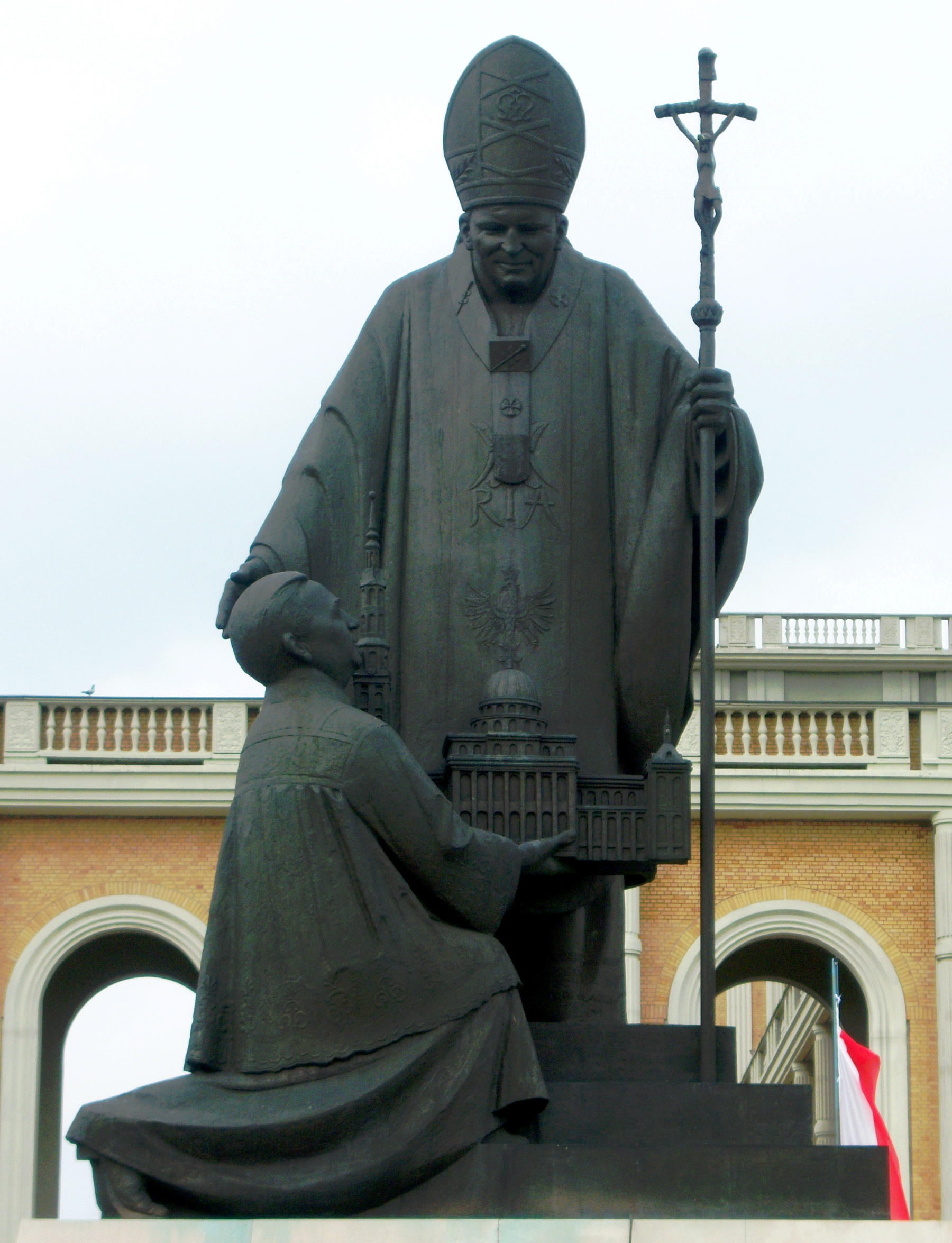
Pomnik Jana Pawła II i księdza Eugeniusza Makulskiego w Licheniu

Tylko nie mów nikomu – polski film dokumentalny z 2019 roku w reżyserii Tomasza Sekielskiego, opowiadający o wykorzystywaniu seksualnym małoletnich przez księży katolickich w Polsce i ukrywaniu tych praktyk przez kościelnych hierarchów, najpopularniejszy polski film w 2019 roku na YouTube. 

## Treść filmu
Trwający 121 minut film jest niezależną produkcją braci Tomasza i Marka Sekielskich, w całości sfinansowaną z pomocą zbiórki internetowej w serwisie Patronite. Pierwszy z braci jest autorem scenariusza i reżyserem, drugi producentem. Za zdjęcia do filmu odpowiadali Adam Galica, Wojciech Jakubczak i Piotr Suzin, a za montaż Dariusz Mandes.
Film podejmuje kwestię odpowiedzialności za ukrywanie sprawców przestępstw seksualnych przed organami ścigania przez członków Konferencji Episkopatu Polski. W filmie przedstawiono sprawy zarówno sprzed kilkudziesięciu lat, jak i zupełnie nowe. Po raz pierwszy padają w nim oskarżenia o pedofilię wobec ks. prałata Franciszka Cybuli (kapelana prezydenta RP Lecha Wałęsy) oraz ks. Eugeniusza Makulskiego (inicjatora budowy bazyliki w Licheniu Starym).
Autorzy filmu zaprosili do udziału w nim kilku hierarchów kościelnych. Arcybiskupi Wojciech Polak oraz Stanisław Gądecki odmówili udziału, natomiast kard. Kazimierz Nycz, abp Sławoj Leszek Głódź oraz bp Jan Tyrawa nie odpowiedzieli na zaproszenie. W filmie wypowiadał się były jezuita prof. Stanisław Obirek. Jedną z centralnych postaci filmu był Artur Nowak, w młodości wykorzystywany przez księży, obecnie adwokat ofiar pedofilów.
Reżyser wydał książkę, będącą rozszerzeniem tematów poruszonych w filmie. Poinformował także, że ma wiarygodne dokumenty potwierdzające, że trzech księży, z przedstawionych w filmie (Jan Anioł, Franciszek Cybula i Eugeniusz Makulski) było zarejestrowanych jako tajni współpracownicy SB.

## Dystrybucja
Film został zamieszczony w serwisie YouTube 11 maja 2019 i pierwszy milion wyświetleń uzyskał w czasie niespełna 5,5 godziny, czym ustanowił nowy rekord na polskim YouTube. Po około 55 godzinach od premiery liczba wyświetleń przekroczyła 10 milionów. W ciągu niecałych ośmiu dni film został wyświetlony ponad 20 milionów razy. W pierwszym tygodniu od publikacji Tylko nie mów nikomu był najczęściej wyświetlaną produkcją na YouTube nie tylko w Polsce, ale i w Norwegii, pojawił się także na wysokich miejscach na liście trendów w Islandii (2 miejsce) i Irlandii (4). Po głośnym odbiorze dokumentu autorzy podjęli rozmowy z Netflixem w celu międzynarodowej dystrybucji i zapowiedzieli kolejną część filmu. Nie wykluczyli też nakręcenia całego serialu dokumentalnego na ten temat.
Tomasz Sekielski w programie Tomasza Lisa zapowiedział, że udzieli bezpłatnej licencji na emisję filmu w ogólnopolskiej telewizji, ponieważ zależy mu, aby dotarł on do jak największej liczby widzów. Pierwszą stacją telewizyjną, która zdecydowała się na wyświetlenie filmu, była WP, w której premierową emisję 16 maja wieczorem obejrzało około 170 000 widzów. Była to więc najchętniej oglądana pojedyncza pozycja programowa na antenie tej stacji w 2019. Oprócz tego stacja jeszcze dwukrotnie emitowała dokument. Na emisję filmu zdecydował się także TVN, w którym oglądało go średnio 2,24 mln widzów, więcej niż główne wydanie Wiadomości w tym samym dniu. Film Sekielskich oglądał co trzeci widz, który miał włączony telewizor. Równocześnie film był ponownie wyświetlany w telewizji WP (widownia 143 tys.), pojawił się także w ofercie serwisu vod.pl należącego do Ringier Axel Springer Polska.

## Reakcje i odbiór

### Głosy krytyków
Tylko nie mów nikomu został pozytywnie przyjęty przez krytyków filmowych. Janusz Schwertner z portalu Onet.pl, uznając film za „wstrząsający”, wskazywał także na jego systemową krytykę stosunku Episkopatu do zjawiska pedofilii: „Film Sekielskiego nie tylko ujawnia nowe przypadki molestowania dzieci przez księży, ale potwierdza też inne przewiny Kościoła: dopuszczanie duchownych oskarżanych i skazywanych za pedofilię do pracy z dziećmi, do odprawiania mszy i udzielania sakramentów”. Marcin Cichoński z portalu Dziennik.pl dowodził, że „film posiada swoją dynamikę – początkowo wolny (mimo wstrząsającego przekazu) rytm, przyspiesza zmierzając nieuchronnie do mocnego finału”. Michał Wilgocki z „Gazety Wyborczej” również podkreślał zwartą strukturę filmu Sekielskiego: „Tylko pierwsza sekwencja jest w całości poświęcona ofiarom. Kolejne, skonstruowane problemowo, próbują dać odpowiedź na to, jak to się dzieje, że struktury kościelne tolerują pedofilów”. Łukasz Adamski z prawicowego portalu wPolityce.pl poczuł się wstrząśnięty filmem, pisząc iż:
Ten film nie jest o religii, jak momentami było w przypadku mającego protestancką wymowę (zbawienie tylko poza Kościołem katolickim) Kleru Smarzowskiego. Ten film jest o ofiarach patrzących w oczy tym, którzy ich skrzywdzili. Tylko nikomu nie mów w surowy pokazuje ofiary skonfrontowane z ich prześladowcami.
Tomasz Gardziński z portalu Spider’s Web przyznawał wprawdzie, że film Sekielskiego „zalicza też kilka przestojów i słabszych momentów, gdy twórcy za bardzo boją się, że sam głos ich bohaterów nie wystarczy, dlatego dają w to miejsce semi-fabularne wstawki”. Mimo to Gardziński wyrażał nadzieję, że „dzieło Sekielskiego zostanie obejrzane również przez osoby hierarchów kościelnych. Ale czy cokolwiek zmieni w sposobie traktowania ofiar pedofilii? Tego nie wiadomo”.

### Nagrody
Press Club Polska przyznała 15 maja 2019 Markowi i Tomaszowi Sekielskim nagrodę specjalną za: „stworzenie dokumentu o jednym z najbardziej bulwersujących zjawisk, którym jest pedofilia duchownych. To wyraz wdzięczności dla twórców, którzy przypomnieli, że rolą dziennikarza jest stać po stronie prawdy”. W lutym 2020 roku film otrzymał Telekamerę „Tele Tygodnia” w kategorii Produkcja Roku.

### Reakcja środowisk kościelnych
Zarówno sama zapowiedź powstania filmu, jak i jego pojawienie się w internecie były szeroko komentowane w polskich mediach oraz w serwisach społecznościowych.
W ciągu kilku godzin od opublikowania filmu oświadczenia wydali polscy dostojnicy kościelni. Prymas Wojciech Polak napisał m.in. „Jestem głęboko poruszony tym, co zobaczyłem w filmie Pana Tomasza Sekielskiego”, a przewodniczący Konferencji Episkopatu Polski abp Stanisław Gądecki rozpoczął swoje oświadczenie od słów: „Ze wzruszeniem i smutkiem obejrzałem dzisiaj film pana Sekielskiego, za który pragnę podziękować reżyserowi”. Do dokumentu odnieśli się także inni duchowni, m.in. ks. Wojciech Lemański czy o. Paweł Gużyński, a także liczni dziennikarze i politycy. Abp Sławoj Leszek Głódź, który – zdaniem autorów – był jednym z hierarchów zatajających wiedzę o przypadkach pedofilii wśród podlegających mu duchownych, nazajutrz po premierze filmu powiedział dziennikarce „Faktów” TVN: „Wczoraj miałem inne zajęcia, nie oglądam byle czego”. Trzy dni później arcybiskup przeprosił za swoje słowa. Kardynał Kazimierz Nycz stwierdził, że popełnił błąd, nie zgadzając się na udział w filmie, i za to przeprosił.
W wywiadzie udzielonym Beacie Lubeckiej w Radiu Zet prymas Wojciech Polak zaznaczył, że nie widzi w Tylko nie mów nikomu ataku na Kościół. O. Tadeusz Rydzyk komentując film, wypowiedział się: „Czy to jest uczciwe, czy to jest troska? To jest walka z Kościołem, obliczona na jego zniszczenie”. Rydzyk uważał, że z dramatu osób pokrzywdzonych zrobiono „przemysł pedofilii”: „Mieliśmy już maczugę antysemityzmu, nazizmu, nacjonalizmu, faszyzmu, teraz wyciągnięto maczugę pedofilii. Za tym wszystkim stoi nienawiść”. Abp Marian Gołębiewski (którego nazwisko zostało wymienione w filmie, ponieważ w 2005 roku poręczył za księdza Pawła Kanię, którego później skazano za czyny pedofilskie, a ze stanu duchownego usunięto w 2019 roku) porównał twórców filmu do dziennikarzy „Trybuny Ludu”.
Ukazany w filmie ks. Dariusz Olejniczak po jego emisji skierował do papieża Franciszka prośbę o przeniesienie do stanu świeckiego, motywując ją złamaniem sądowego zakazu pracy z dziećmi.
W reakcji na film przedstawiciele zakonu marianów wydali oświadczenie, w którym podali, że zgłoszone przypadki dotyczące księdza Eugeniusza Makulskiego zostały przekazane do Stolicy Apostolskiej, a ksiądz decyzją przełożonych został odsunięty od prowadzenia jakiejkolwiek działalności duszpasterskiej. Pomnik przy sanktuarium w Licheniu Starym, przedstawiający papieża Jana Pawła II, który z rąk klęczącego ks. Makulskiego otrzymuje makietę świątyni, trzy dni po premierze filmu został zasłonięty białą płachtą. Został miesiąc później zdjęty z cokołu i przeprowadzona została na nim operacja usunięcia rzeźby ks. Makulskiego z reszty posągu. Na nowo odsłonięty w lipcu pomnik przedstawia obecnie już tylko Jana Pawła II.
Kuria Diecezjalna w Kielcach wydała oświadczenie w sprawie księdza Jana Anioła, który będąc proboszczem w Topoli, molestował m.in. siedmioletnią dziewczynkę. Poinformowano, że bp Jan Piotrowski polecił, aby w czasie wstępnego postępowania kanonicznego w diecezji ksiądz publicznie nie sprawował czynności duszpasterskich. Po jego zakończeniu pełną dokumentację sprawy przesłano do Stolicy Apostolskiej. Ks. Jan Anioł był wówczas emerytowanym prezbiterem diecezji kieleckiej. Groziło mu wydalenie ze stanu duchownego. W kontekście sprawy ks. Jana Anioła kuria zauważała, że „od strony formalnej na podstawie prawa cywilnego, jak również prawa kościelnego oraz innych postanowień Stolicy Apostolskiej, sprawa uległa przedawnieniu”. Ksiądz Jan Anioł zmarł 15 marca 2020.
Prokuratura Krajowa poinformowała, że powołano zespół prokuratorów, którego zadaniem jest przeprowadzenie analizy zdarzeń przedstawionych w filmie. Po pojawieniu się filmu politycy zarówno koalicji rządzącej, jak i opozycji zapowiedzieli zaostrzenie kar za czyny pedofilskie, znalazło to swój wyraz w przedstawionym przez rząd Mateusza Morawieckiego projekcie zmiany kodeksu karnego, przyjętym przez Sejm 16 maja. 28 czerwca ustawę wprowadzającą zmiany w kodeksie karnym prezydent RP Andrzej Duda skierował do Trybunału Konstytucyjnego w trybie kontroli prewencyjnej istniejącej na podstawie art. 122 ust. 3 Konstytucji w celu analizy przebiegu procedury ustawodawczej.
W związku z sytuacją powstałą po emisji filmu 22 maja 2019 zebrała się Rada Stała Konferencji Episkopatu Polski. W komunikacie ogłoszonym po posiedzeniu biskupi napisali: „Film, przyjmując perspektywę pokrzywdzonych, uświadomił nam wszystkim ogrom ich cierpienia”. Podczas briefingu prasowego po zebraniu abp Wojciech Polak powiedział: „Rada Stała przede wszystkim rozpoczęła, podjęła pracę nad systemową odpowiedzią na problem wykorzystania dzieci i młodzieży przez niektórych duchownych i na sytuację, którą w tej chwili przeżywamy; także tę sytuację, której świadectwo otrzymaliśmy w filmie pana Sekielskiego”.
O filmie braci Sekielskich i związanych z nim reakcjach w Polsce poinformowały również zagraniczne serwisy i agencje informacyjne. Udało im się również znaleźć na prestiżowej liście Bloomberg 50.

## Konsekwencje prawne dla sprawców
8 października 2019 roku Sąd Apelacyjny w Gdańsku, wyrokiem prawomocnym, nakazał skierowanie przeprosin oraz zapłatę solidarnie – przez byłego księdza Andrzeja S. (w 2016 r. wydalony ze stanu kapłańskiego), parafię św. Kazimierza w Kartuzach oraz diecezję pelplińską – 400 tys. zł tytułem zadośćuczynienia na rzecz powoda, byłego ministranta, Marka Mielewczyka (wystąpił w Tylko nie mów nikomu), za dokonywanie wobec niego w latach 80. aktów molestowania seksualnego przez Andrzeja S. Do czynów seksualnych wobec Mielewczyka doszło w latach 1982–1987. Sąd nakazał zarówno parafii, jak i diecezji przeproszenie ofiary za „brak reakcji na zachowania wobec niego księdza Andrzeja S., które stanowiły naruszenie dóbr osobistych Marka Mielewczyka w postaci godności oraz nietykalności cielesnej”.
Wcześniej, w lipcu 2017 roku, Sąd Okręgowy w Gdańsku nakazał Andrzejowi S. pisemnie przeprosić Mielewczyka za „naruszenie jego dóbr osobistych w postaci godności oraz nietykalności cielesnej”. Powód domagał się też od byłego kapłana przekazania zadośćuczynienia w kwocie 10 tys. zł. Sąd jednak nie przychylił się do tego żądania. Mielewczyk pozwał też wówczas do sądu kartuską parafię św. Kazimierza, a także diecezję pelplińską. Od wyroku sądu niższej instancji odwołali się zarówno Mielewczyk, jak i pełnomocnik oskarżonego. Poszkodowany zdecydował się w tej sprawie na proces cywilny, ponieważ po latach postępowanie karne w tym przypadku nie było możliwe (zarzucane Andrzejowi S. czyny uległy przedawnieniu).
W lutym 2020 roku rzymskokatolicka archidiecezja wrocławska i diecezja bydgoska mają solidarnie zapłacić 300 tysięcy złotych zadośćuczynienia byłemu ministrantowi, a także koszty zastępstwa procesowego i procesu za to, iż wiedząc o pedofilskich skłonnościach swojego księdza, przenosiły go z parafii do parafii i kierowały do pracy z dziećmi.
Kardynał Henryk Gulbinowicz, którego nazwisko pojawia się w filmie w kontekście poręczenia za księdza-pedofila Pawła K., w listopadzie 2020 roku został ukarany przez Stolicę Apostolską zakazem używania insygniów biskupich i został pozbawiony prawa do pochówku w katedrze.
W jednym z przedstawionych w filmie przypadków sprawca został w pierwszej instancji skazany za swoje czyny na karę bezwzględnego więzienia i inne kary dodatkowe. W odwołaniu podsądny został prawomocnie uniewinniony, gdyż sąd drugiej instancji uznał, że zarzucane mu czyny, jeśli miały miejsce, to w momencie gdy poddana tym czynnościom osoba była już pełnoletnia i mogła decydować, czy chce się z tym godzić czy nie. Niezależnie od tego,  ksiądz został objęty zakazami swoich przełożonych i w wyniku ich złamania ostatecznie odszedł ze stanu duchownego. 